# 青年飯店
青年飯店（：／）是位於朝鮮平壤市萬景台區域的一座一級酒店。於1989年5月建成，其直接目的與兩江飯店、西山飯店一樣，都是為第13屆世界青年與學生聯歡節的參與者提供食宿。飯店樓體高102.47米，有30層，460餘間客房。

## 交通
酒店位于平壤有軌電車巧藝劇場站附近。